# آخر هفته در دانکرک
آخر هفته در دانکرک (به فرانسوی: Week-end à Zuydcoote‎) یک فیلم سینمایی درام جنگی به کارگردانی آنری ورنوی با بازی ژان-پل بلموندو محصول سال ۱۹۶۴ میلادی است. داستان این فیلم بر اساس رمان برنده جایزه گنکور شنبه و یکشنبه در کنار دریا (به فرانسوی: Week-end à Zuydcoote) نوشته روبر مرل است.

## داستان
این فیلم که در جریان نبرد دانکرک اتفاق می‌افتد، ژولین مایلات، یک سرباز فرانسوی که سعی دارد در ناوگان قایق نیروی دریایی پادشاهی بریتانیا به ارتش انگلیسی بپیوندد.

## بازیگران اصلی
- ژان-پل بلموندو در نقش سرجوخه نیروی زمینی فرانسه جولین
- کاترین اسپاک در نقش ژان
- ژان-پیر ماریل در نقش پیرسون
- پیر ورنیه
- پل پربوآ در نقش یک سرباز
- کنث هی
- آلبر رمی
- دانلد اوبراین
- برنار موسون

## بازخورد فیلم
این فیلم نهمین فیلم محبوب در باکس آفیس فرانسه در سال ۱۹۶۴ بود.